# Gryphon (Band)
Gryphon ist eine britische Progressive-Rock-Gruppe mit starken Folk- und Mittelalter-Einflüssen, die von 1972 bis 1977 existierte, sich in den Jahren 2009 und ab 2014 für kurze Konzerttourneen wiedervereinigte und 2018 ein neues Studioalbum einspielte.

## Geschichte
Gryphon wurde Anfang der 1970er Jahre von dem Multiinstrumentalisten Richard Harvey und dem Fagottisten Brian Gulland als Folk-Gruppe gegründet. Nach dem Einstieg von Gitarrist Graeme Taylor und Perkussionist David Oberlé veröffentlichte die Band zwischen 1973 und 1977 fünf Studioalben, wobei sich die Musiker im Laufe der Zeit immer weiter von ihrem ursprünglichen akustischen Mittelalter-Sound entfernten und in ihre Eigenkompositionen zunehmend Elemente aus Rockmusik und Jazz einfließen ließen und ihr ungewöhnliches Instrumentarium (Fagott, Krummhorn, Blockflöte) um moderne Instrumente der Rockmusik (E-Gitarre, Synthesizer, Schlagzeug) erweiterten.
1974 komponierten Gryphon die Musik zu einer Theaterproduktion von Shakespeares Der Sturm, aufgeführt im britischen Royal National Theatre unter der Regie von Sir Peter Hall. Aus dem Soundtrack entstand das Titelstück ihres zweiten Albums Midnight Mushrumps, das sie im Juli 1974 als erste Rockband im National Theatre präsentieren durften.
Nach der Veröffentlichung ihres dritten Albums Red Queen To Gryphon Three spielten Gryphon im Herbst 1974 als Vorgruppe von Yes bei deren USA-Tournee.
Nach der Auflösung der Band im Jahr 1977 kam es 2009 zu einem einmaligen Reunion-Konzert in der Londoner Queen Elizabeth Hall. Im Rahmen einer Kurztournee durch Großbritannien traten die Gryphon-Mitglieder 2014 erneut zusammen auf. Auch in den folgenden Jahren kam es zu weiteren sporadischen Auftritten. In zum Teil neuer Besetzung veröffentlichte die Gruppe, nach mehr als vierzigjähriger Schaffenspause, 2018 das Studioalbum Reinvention.

## Zusammenarbeit mit anderen Künstlern
Gryphon begleitete Steve Howe beim Instrumentalstück The Nature of the Sea auf seinem ersten Soloalbum Beginnings (1975).

## Diskografie

### Studio-Veröffentlichungen
- 1973: Gryphon
- 1974: Midnight Mushrumps
- 1974: Red Queen to Gryphon Three
- 1975: Raindance
- 1977: Treason
- 2018: Reinvention
- 2020: Get Out Of My Father’s Car!

### Nach Auflösung der Band erschienene Veröffentlichungen
- 1991: The Collection
- 1995: The Collection II
- 2002: About as Curious as It Can Be (BBC-Live-Aufnahmen von 1974 und 1975)
- 2003: Glastonbury Carol (BBC-Live-Aufnahmen von 1972 und 1974)
- 2004: Crossing the Styles: The Transatlantic Anthology
- 2020:Get Out Of My Father’s Car! (2020)